# Abdul Moustapha Ouédraogo
Abdul Moustapha Ouédraogo (ur. 9 czerwca 1988 w Abidżanie) – iworyjski piłkarz występujący na pozycji pomocnika.

## Kariera klubowa
Ouédraogo rozpoczął swoją karierę w iworyjskim ASEC Mimosas, którego barwy reprezentował do 2007 roku. Na początku 2008 roku został graczem Stella Club d'Adjamé, jednak rok później opuścił ojczyznę i wyjechał do Portugalii, gdzie podpisał kontrakt z CD Trofense. Po zakończeniu sezonu 2011/12 odszedł z klubu i odbył także w Widzewie Łódź, Zawiszy Bydgoszcz, Górniku Zabrze, Pogoni Siedlce oraz Pogoni Szczecin.
Na początku maja 2013 roku Ouédraogo został zawodnikiem Pogoni, gdzie włączono go do składu drużyny rezerw. Przed sezonem 2013/14 Iworyjczyk został przesunięty do pierwszej drużyny i podpisał trzyletnią umowę z klubem. W nowych barwach zadebiutował 27 lipca w przegranym 0:3 meczu ligowym z Legią Warszawa. 30 maja 2014 roku Pogoń poinformowała, że nie przedłuży z Ouédraogo wygasającego kontraktu.

## Kariera reprezentacyjna
Ouédraogo ma za sobą grę w reprezentacji Wybrzeża Kości Słoniowej do lat 20 oraz do lat 23. W 2010 roku znalazł się w składzie kadry U-23 na Turniej w Tulonie. Podczas samego turnieju zdobył jedną bramkę, w finałowym meczu z reprezentacją Danii.

## Statystyki kariery
(aktualne na dzień 30 maja 2014)
| Klub               | Sezon              | Liga               | Liga  | Liga   | Puchar kraju | Puchar kraju | Europa | Europa | Suma  | Suma   |
| Klub               | Sezon              | Liga               | Mecze | Bramki | Mecze        | Bramki       | Mecze  | Bramki | Mecze | Bramki |
| ------------------ | ------------------ | ------------------ | ----- | ------ | ------------ | ------------ | ------ | ------ | ----- | ------ |
| CD Trofense        | 2008/09            | Primeira Liga      | 3     | 0      | 0            | 0            | –      | –      | 3     | 0      |
| CD Trofense        | 2009/10            | Segunda Liga       | 8     | 1      | 4            | 0            | –      | –      | 12    | 1      |
| CD Trofense        | 2010/11            | Segunda Liga       | 14    | 3      | 1            | 0            | –      | –      | 15    | 3      |
| CD Trofense        | 2011/12            | Segunda Liga       | 8     | 0      | 3            | 0            | –      | –      | 11    | 0      |
| Pogoń II Szczecin  | 2012/13            | III liga           | 5     | 1      | 0            | 0            | –      | –      | 5     | 1      |
| Pogoń II Szczecin  | 2013/14            | III liga           | 4     | 0      | 0            | 0            | –      | –      | 4     | 0      |
| Pogoń Szczecin     | 2013/14            | Ekstraklasa        | 15    | 0      | 0            | 0            | –      | –      | 15    | 0      |
| Ogólnie w karierze | Ogólnie w karierze | Ogólnie w karierze | 57    | 5      | 8            | 0            | 0      | 0      | 65    | 5      |

## Sukcesy

### Wybrzeże Kości Słoniowej
- Turniej w Tulonie (1): 2010